# Coppa Italia 1996/97
Die Coppa Italia 1996/97, den Fußball-Pokalwettbewerb für Vereinsmannschaften in Italien der Saison 1996/97, gewann Vicenza Calcio. Vicenza traf im Finale auf den SSC Neapel und konnte die Coppa Italia zum ersten und bis heute einzigen Mal gewinnen. Mit 0:1 und 3:0 nach Verlängerung setzte sich der Vicenza Calcio gegen Napoli durch. Man wurde Nachfolger des AC Florenz, das im Achtelfinale gegen den FC Bologna ausschied.
Als italienischer Pokalsieger 1996/97 qualifizierte sich Vicenza Calcio für den Europapokal der Pokalsieger des folgenden Jahres, was die bis zum heutigen Tag letzte Europapokalteilnahme des Vereins darstellte.

## 1. Runde
|                      | Ergebnis        |                      |
| -------------------- | --------------- | -------------------- |
| FC Empoli            | 1:0             | Reggina Calcio       |
| SPAL Ferrara         | 2:1             | Atalanta Bergamo     |
| US Lecce             | 0:2             | CFC Genua            |
| Brescia Calcio       | 0:2             | AS Lucchese Libertas |
| FC Como              | 2:2 (6:7 i. E.) | US Cremonese         |
| ASD Castel di Sangro | 0:2             | AC Cesena            |
| AS Gualdo            | 0:2 n. V.       | Torino Calcio        |
| AS Pistoiese         | 0:3             | Cosenza Calcio       |
| US Avellino          | 2:1 n. V.       | AC Venedig           |
| Ascoli Calcio        | 1:2             | AS Bari              |
| Ancona Calcio        | 1:2             | Pescara Calcio       |
| AC Monza Brianza     | 1:0             | Calcio Padova        |
| Chievo Verona        | 1:0             | Salernitana Sport    |
| Ravenna Calcio       | 3:1             | US Palermo           |
| ASG Nocerina         | 0:0 (4:3 i. E.) | FC Piacenza          |
| Fidelis Andria       | 3:0             | US Foggia            |

## 2. Runde
|                      | Ergebnis |                 |
| -------------------- | -------- | --------------- |
| FC Empoli            | 0:2      | AC Mailand      |
| SPAL Ferrara         | 2:4      | AC Reggiana     |
| CFC Genua            | 2:0      | Sampdoria Genua |
| AS Lucchese Libertas | 1:2      | Vicenza Calcio  |
| US Cremonese         | 2:1      | Udinese Calcio  |
| AC Cesena            | 3:1      | AS Rom          |
| FC Bologna           | 2:1      | Torino Calcio   |
| Cosenza Calcio       | 1:3      | AC Florenz      |
| US Avellino          | 0:1      | Lazio Rom       |
| AS Bari              | 0:3      | Hellas Verona   |
| Pescara Calcio       | 3:1      | AC Parma        |
| AC Monza Brianza     | 0:1      | SSC Neapel      |
| Chievo Verona        | 2:3      | Cagliari Calcio |
| Ravenna Calcio       | 0:1      | Inter Mailand   |
| ASG Nocerina         | 2:1      | AC Perugia      |
| Fidelis Andria       | 0:2      | Juventus Turin  |

## Achtelfinale
|                 | Ergebnis |                |
| --------------- | -------- | -------------- |
| AC Reggiana     | 0:2      | AC Mailand     |
| CFC Genua       | 0:1      | Vicenza Calcio |
| AC Cesena       | 1:2      | US Cremonese   |
| FC Bologna      | 3:1      | AC Florenz     |
| Hellas Verona   | 1:2      | Lazio Rom      |
| Pescara Calcio  | 0:1      | SSC Neapel     |
| Cagliari Calcio | 1:2      | Inter Mailand  |
| ASG Nocerina    | 1:2      | Juventus Turin |

## Viertelfinale
|                | Gesamt    |                | Hinspiel | Rückspiel |
| -------------- | --------- | -------------- | -------- | --------- |
| AC Mailand     | (a)1:1(a) | Vicenza Calcio | 1:1      | 0:0       |
| US Cremonese   | 2:5       | FC Bologna     | 1:3      | 1:2       |
| Juventus Turin | 0:3       | Inter Mailand  | 0:3      | 0:0       |
| SSC Neapel     | 2:1       | Lazio Rom      | 1:0      | 1:1       |

## Halbfinale
|                | Gesamt          |            | Hinspiel | Rückspiel |
| -------------- | --------------- | ---------- | -------- | --------- |
| Inter Mailand  | 2:2 (3:5 i. E.) | SSC Neapel | 1:1      | 1:1       |
| Vicenza Calcio | 2:1             | FC Bologna | 1:0      | 1:1       |

## Finale

### Hinspiel
| SSC Neapel                               | SSC Neapel | Vicenza Calcio | Vicenza Calcio |
| ---------------------------------------- | --- | --- | -------------- |
| SSC Neapel                               | \| Finale \| \| 8. Mai 1997 in Neapel (Stadio San Paolo) \| \| Ergebnis: 1:0 (1:0) \| \| Zuschauer: 65.932 \| \| Schiedsrichter: Piero Ceccarini \| | \| Finale \| \| 8. Mai 1997 in Neapel (Stadio San Paolo) \| \| Ergebnis: 1:0 (1:0) \| \| Zuschauer: 65.932 \| \| Schiedsrichter: Piero Ceccarini \| | Vicenza Calcio |
| SSC Neapel                               | Giuseppe Taglialatela – Francesco Colonnese, Francesco Baldini, Roberto Ayala, Mauro Milanese – Roberto Bordin, André Cruz (90. Luca Altomare), Raffaele Longo, Fabio Pecchia, Massimiliano Esposito (77. Alain Boghossian) – Nicola Caccia (88. Alfredo Aglietti) Cheftrainer: Vincenzo Montefusco | Pierluigi Brivio – Gustavo Méndez, Davide Belotti, Gilberto D’Ignazio (51. Giuliano Gentilini), Massimo Beghetto – Fabio Viviani, Domenico Di Carlo, Giampiero Maini, Gabriele Ambrosetti – Marcelo Otero (77. Maurizio Rossi), Giovanni Cornacchini (85. Roberto Murgita) Cheftrainer: Francesco Guidolin | Vicenza Calcio |
| SSC Neapel                               | 1:0 Fabio Pecchia (21.) | | Vicenza Calcio |
| Finale                                   | | |                |
| 8. Mai 1997 in Neapel (Stadio San Paolo) | | |                |
| Ergebnis: 1:0 (1:0)                      | | |                |
| Zuschauer: 65.932                        | | |                |
| Schiedsrichter: Piero Ceccarini          | | |                |

### Rückspiel
| Vicenza Calcio                               | Vicenza Calcio | SSC Neapel | SSC Neapel |
| -------------------------------------------- | --- | --- | ---------- |
| Vicenza Calcio                               | \| Finale \| \| 29. Mai 1997 in Vicenza (Stadio Romeo Menti) \| \| Ergebnis: 3:0 n. V. (1:0, 1:0) \| \| Schiedsrichter: Stefano Braschi \| | \| Finale \| \| 29. Mai 1997 in Vicenza (Stadio Romeo Menti) \| \| Ergebnis: 3:0 n. V. (1:0, 1:0) \| \| Schiedsrichter: Stefano Braschi \| | SSC Neapel |
| Vicenza Calcio                               | Pierluigi Brivio – Luigi Sartor, Giovanni Lopez, Giuliano Gentilini (97. Maurizio Rossi), Massimo Beghetto – Fabio Viviani, Domenico Di Carlo, Giampiero Maini, Gabriele Ambrosetti (18. Alessandro Iannuzzi) – Roberto Murgita, Giovanni Cornacchini (72. Gilberto D’Ignazio) Cheftrainer: Francesco Guidolin | Giuseppe Taglialatela – Bertrand Crasson (98. Luigi Panarelli), Francesco Baldini, Roberto Ayala, Mauro Milanese – Roberto Bordin (62. Alfredo Aglietti), Alain Boghossian, Raffaele Longo (72. Luca Altomare), Fabio Pecchia, Massimiliano Esposito – Nicola Caccia Cheftrainer: Vincenzo Montefusco | SSC Neapel |
| Vicenza Calcio                               | 1:0 Giampiero Maini (21.) 2:0 Maurizio Rossi (118.) 3:0 Alessandro Iannuzzi (120.) | | SSC Neapel |
| Finale                                       | | |            |
| 29. Mai 1997 in Vicenza (Stadio Romeo Menti) | | |            |
| Ergebnis: 3:0 n. V. (1:0, 1:0)               | | |            |
| Schiedsrichter: Stefano Braschi              | | |            |